# Vriesea harrylutheri
Vriesea harrylutheri är en gräsväxtart som beskrevs av Elton Martinez Carvalho Leme och G.K.Br. Vriesea harrylutheri ingår i släktet Vriesea och familjen Bromeliaceae. Inga underarter finns listade i Catalogue of Life.